# Johann Baptist Mayer
Johann Baptist Mayer (* 24. Juni 1803 in Deisenhausen; † 7. Juli 1892 in Bronnerlehe) war ein oberschwäbischer Unternehmer. Er handelte mit Webwaren, Vieh und Grundstücken und besaß mehrere Gastwirtschaften. Er war königlicher Postexpeditor von Ziemetshausen. In den 1850er/60 Jahren begründete er den Weiler „Bronnerlehe“. 1873/74 errichtete an der Mindel in Bronnerlehe eine Webereifabrik, die als „Joh. Mayer & Cie“ bis 1960 existierte.

## Kindheit
Johann Baptist Mayer wuchs zusammen mit seinem älteren Bruder Joseph (1801–1876) und den Zwillingsschwestern Maria (1809–1855) und Viktoria (1809–1873) in einfachen Verhältnissen auf. Sein Vater Franz Xaver Mayer (1780–1823) war in Deisenhausen Söldner und Weber, seine Mutter Kreszentia Mayer, geb. Horber, (1766–1841) stammte aus Wattenweiler. Seine Großeltern väterlicherseits waren der aus Hürben stammende Lehrer und Mesner Andreas de Avelino Mayer (1746–1801) und Maria Theresia Mayer, geb. Paul (1745–1817) aus Krumbach.

## Schule und Ausbildung
Johann Baptist erlernte auf dem elterlichen Anwesen das Weberhandwerk. Von Kindesbeinen an musste er auf der zum elterlichen Anwesen gehörenden kleinen Landwirtschaft und in der heimischen Stoffproduktion mithelfen. Johann Mayer besuchte vom 6. bis zum 12. Lebensjahr (1809–1815) die Deisenhausener Werktagsschule, dann bis zu seinem 18. Lebensjahr die Feiertags- und Sonntagsschule (1815–1821). Später absolvierte Johann bei einem aus Hürben stammenden Juden eine Art kaufmännische Ausbildung. Lazarus Levi wies ihn in den Vieh- und Grundstückshandel und brachte ihm auch die Buchführung bei. Besonderes Geschick in der Mathematik wies Johann aber schon zu seiner Schulzeit auf.

## Webwaren-, Vieh- und Grundstückshändler
Johann Baptist Mayer wurde noch im Alter von über 20 Jahren als Webergeselle geführt. Er lebte noch lange offiziell auf dem elterlichen Anwesen in Deisenhausen. Das Haus mit dem Garten übertrug die Mutter dem älteren Sohn Joseph als dieser im Jahr 1825 heiratete. Jedoch dürfte Johann schon damals einen eigenen Verdienst gehabt haben. Auf zahlreichen Reisen handelte er zunehmend mit Webwaren, Vieh und Grundstücken. Sein Vermögen stieg bis in die 1830er Jahre so stark an, dass er auch die Familie versorgen konnte. Seinen Zwillingsschwestern schenkte er 1839 ein Haus. Vor allem der Grundstückshandel war auch in späteren Jahren noch sehr erfolgreich: Johann erwarb dabei häufige ganze Grundstückskomplexe, deren Teile er dann einzeln und gewinnbringend wieder veräußerte.

## Gastwirt und Posthalter
Im Dezember 1839 erwarb Johann Baptist Mayer das Deisenhausener Anwesen Nr. 22 und wurde „Englwirt“ (bis 1856). Zum Anwesen gehörte neben dem Wirtshaus ein Stall, eine Scheune, ein Hof sowie mehrere Gärten und Wiesen. Mit dem Kauf erwarb er auch eine Brau- und Schanklizenz für Bier und Branntwein. 1851 erwarb er die Kronenwirtschaft in Ziemetshausen. Mit diesem Kauf stieg Johann auch zum Königlichen Postexpeditor auf.

## Landwirt und Schafszüchter
Im Jahr 1856 erwarb Johann Mayer vom Staat das sogenannte „Bronnereichet“, einen an der Mindel gelegenen Grundstückskomplex im Dreieck Bronnen, Salgen, Kirchheim. Auf dem Gelände befand sich ursprünglich ein Eichenwald, der aber vom Staat um 1830 abgeholzt worden war. Da die Baumstümpfe teils noch aus dem Boden ragten, war dort nur Weidewirtschaft möglich. Um 1860 errichtete Johann Baptist Mayer dort das heute noch bestehende landwirtschaftliche Anwesen. Dort betrieb er offenbar sehr erfolgreich Schafzucht. 1874 übergab er die Landwirtschaft seinem Sohn Karl und dessen Frau Margarethe.

## Webereifabrikbesitzer
1873/74 ließ Johann Mayer auf der Bronnerlehe in mittelbarer Nähe zur damals noch unregulierten Mindel eine Webereifabrik und einen Wasserkanal erbauen. Das von der Mindel in den 3,5 Meter breiten Kanal abgeleitete Wasser trieb über ein fast 5 m hohes unterschlächtiges Wasserrad zehn bis zwölf Webstühle im großen Websaal im Untergeschoss des Fabrikgebäudes an. Noch bis über sein 80. Lebensjahr hinaus lenkte der Firmengründer die Geschicke der Webereifabrik selbst, bis er sie 1883 an seine Tochter Anna und ihren Ehemann Georg Boeck übergab. Die Firma existierte unter der Bezeichnung „Joh. Mayer & Cie“ bis 1960 und ist ein Beleg dafür, dass Industrialisierung auch auf dem Lande stattfand.

## Die letzten Lebensjahre
Bis ins hohe Alter war Johann Baptist Mayer ein überzeugter Anhänger der Kneipp-Methode. Er genoss einen aktiven Lebensabend im Kreise seiner sechs Kinder und über 50 Enkelkinder, war aber auch noch häufig auf Geschäftsreisen unterwegs. Noch mit über 80 Jahren erwarb er ein Anwesen in Bauhofen mit Wohnhaus, Stall, Stadel sowie Wiesen und Äckern. 1890 erwarb er ein Anwesen in Oberschöneberg. Das Wohnhaus dort ließ er abreißen und durch ein neues ersetzen. Am 7. Juli 1892 verstarb Johann Mayer auf der Bronnerlehe. Beigesetzt wurde er neben seiner 1873 verstorbenen Frau auf dem Friedhof von Ziemetshausen.

## Familie und Nachkommen
Johann Mayer war zweimal verheiratet:
1. Ehe mit Afra Belle (1803–1840) aus Deisenhausen (verh. 1839); die Ehe blieb kinderlos, da Afra Belle bereits 1840 an Fieber verstarb;
2. Ehe mit Viktoria Dopfer (1815–1873) aus Hasberg (verh. 1841); aus dieser gingen 6 Kinder hervor:
- Georg Mayer (* 5. Dezember 1842 in Deisenhausen)
- Anna Mayer (* 18. Dezember 1843 in Deisenhausen)
- Xaver Mayer (* 3. Dezember 1846 in Deisenhausen)
- Karl Mayer (* 2. Dezember 1849 in Deisenhausen)
- Karolina Mayer (* 2. April 1852 in Deisenhausen)
- Maria Mayer (* 4. Mai 1855 in Ziemetshausen)

Johann Baptist suchte geeignete Ehepartner für seine Kinder  aus und versorgte sie auch finanziell: Der älteste Sohn Georg übernahm 1866 die Kronenwirtschaft in Ziemetshausen (bis 1892). Tochter Anna übernahm mit ihrem Mann Georg Boeck ab 1884 die Webereifabrik in Bronnerlehe. Sohn Xaver erwarb 1874 mit Unterstützung des Vaters die Kronenwirtschaft in Neuburg/Kammel. Sohn Karl erhielt 1875 die heute noch existierende Landwirtschaft auf der Bronnerlehe. Karolina Mayer wurde Gattin des Pfaffenhausener Hauptlehrers Paulus Kuën und profitierte vom Testament. Die jüngste Tochter Maria wurde gemeinsam mit ihrem Mann Franz Seraph Fahrenschon Ludwigswirtin in Kirchheim.